# Flieth-Stegelitz

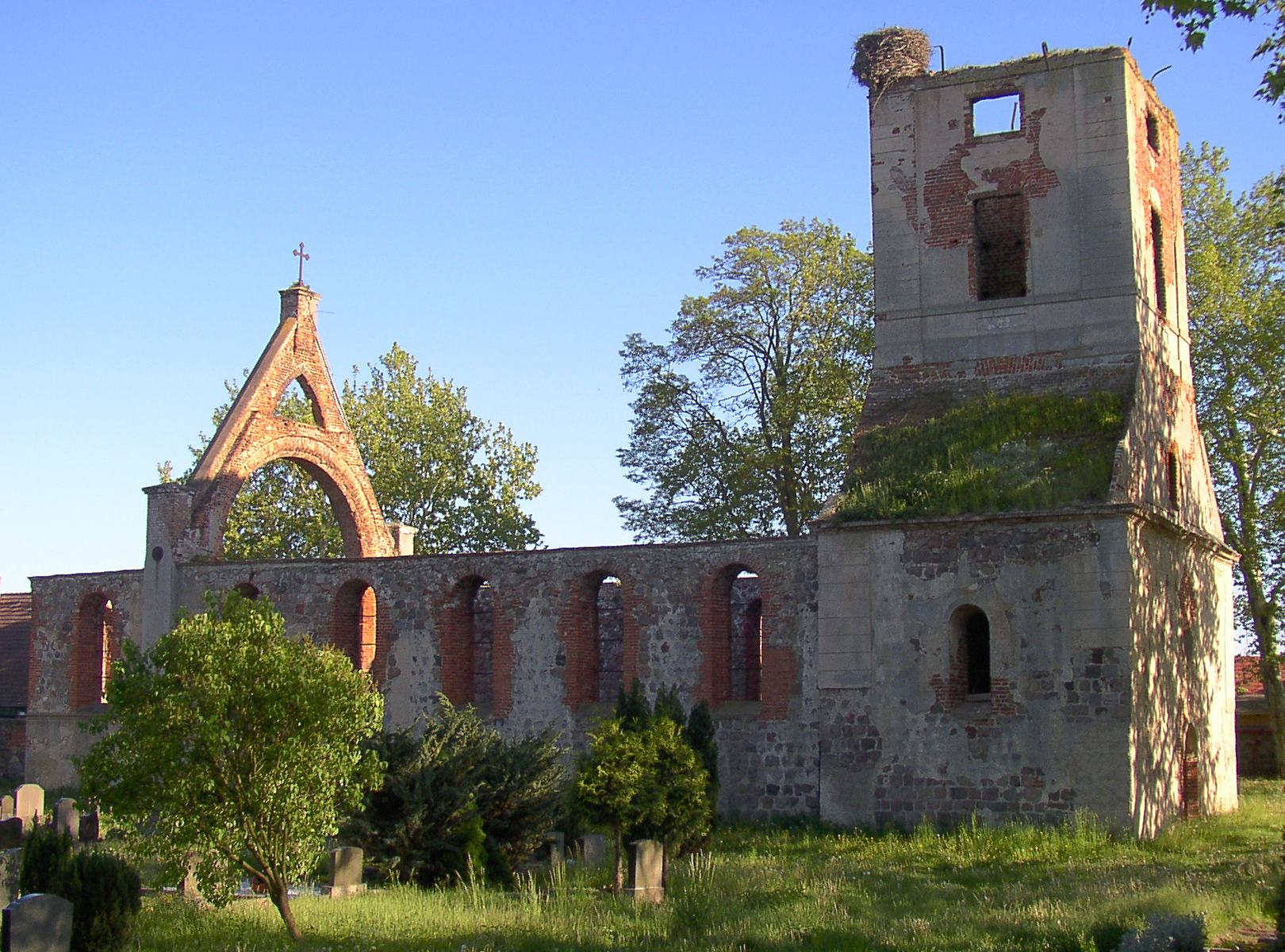
Ruiny kościoła w Flieth

Flieth-Stegelitz – gmina w Niemczech, w kraju związkowym Brandenburgia, w powiecie Uckermark, wchodzi w skład urzędu Gerswalde.